# Eocheon (métro de Séoul)
Eocheon (hangeul : 어천 ; hanja : 漁川) est une station de passage de la ligne Suin–Bundang du métro de Séoul. Elle est située au 2227-5 Hwaseong-ro, village Eocheon-ri, dans le canton Maesong-myeon de la ville Hwaseong-si, sur le territoire de la province Gyeonggi-do, au sud-est de Séoul, en Corée du Sud.
Ouverte en 2020, la station est desservie par les rames omnibus qui circulent sur la ligne Suin–Bundang.

## Situation sur le réseau

Plan du réseau (2023)

Établie en Aérien, la station Eocheon est une station de passage de la ligne Suin–Bundang du métro de Séoul. : elle est située entre la station Omokcheon, en direction du terminus nord Cheongnyangni, et la station Yamok en direction du terminus ouest Incheon.

## Histoire
La station Eocheon est mise en service le 12 septembre 2020, lors de l'ouverture de ligne Suin–Bundang.